# Idiomas Católica (PUCP)
Idiomas Católica es el instituto de idiomas de la Pontificia Universidad Católica del Perú. Inició sus actividades el 3 de febrero de 1986.

## Metodología
La metodología de Idiomas Católica se ha ido renovando conforme la investigación y los recursos de enseñanza han ido cambiando en el mundo. Inicialmente, la metodología se fundamentó en las propuestas del lingüista estadounidense Stephen Krashen, profesor emérito de la Universidad del Sur de California, que enfatizaba el uso del input comprensible en la enseñanza y la aplicación de los procesos naturales en la adquisición de una lengua. Posteriormente, se añadieron los conceptos propios de la enseñanza comunicativa desarrollados en el Reino Unido. Luego, se incluyó los aportes del enfoque lexical.

## Locales
En la actualidad, cuenta con cuatro locales en la ciudad de Lima: 
- Idiomas Católica de Pueblo Libre
- Idiomas Católica de San Isidro
- Idiomas Católica de Chacarilla (San Borja)
- Idiomas Católica de Camacho (La Molina)

- Datos: Q5908777